# 舍索叙洛桑
舍索叙洛桑（法語：Cheseaux-sur-Lausanne，法語發音：[ʃəzo syʁ lɔzan] ⓘ，意为“洛桑上方的舍索”）是瑞士沃州的一个市镇，属于洛桑区。舍索叙洛桑的总面积为4.59平方公里，截至2018年12月31日总人口为4,342人。

## 地理
舍索叙洛桑位于洛桑以北的高地，距离洛桑市中心8公里。